# クゼイボル・スポーツクラブ
クゼイボル・スポーツクラブ（Kuzeyboru Gençlik ve Spor Kulübü）は、トルコのアクサライを本拠地とするスポーツクラブチームである。2024/25シーズンはトルコ女子バレーボールリーグ1部に所属している。

## 歴史
2017年設立。初年度の2017/18シーズンはトルコ地域選手権であるベルゲセルリーグに参加し、アクサライ県グループに所属し2位で終えた。2018/19シーズンはトルコ女子バレーボール2部リーグに相当するTürkiye Kadınlar Voleybol 2. Ligiで準優勝した。2019/20シーズンは新型コロナウイルスによるパンデミックのためTürkiye Kadınlar Voleybol 2. Ligiがリーグ途中で中止となった。2020年7月、トップカテゴリーのトルコ女子バレーボールリーグへの参戦が決まり、初年度の2020/21シーズンはトルコリーグを11位で終えた。2021/22シーズンのトルコカップで5位、トルコリーグは8位となった。2023/24シーズンはトルコリーグでレギュラーラウンドを17勝9敗で5位で通過し、5-8位決定予備戦でKeçiören Belediyesi SigortaShop SKに勝利し、5位決定戦ではガラタサライとの3戦で2勝をあげて、5位でシーズンを終えた。

## 主な成績
トルコリーグ
- 2020/21シーズン - 11位
- 2021/22シーズン - 8位
- 2022/23シーズン - 10位
- 2023/24シーズン - 5位

## 登録選手
2024-25年シーズンの登録選手は次の通り。
| 背番号 | 国籍/名前                    | ポジション           | 身長 | 備考 |
| ------ | ---------------------------- | -------------------- | ---- | ---- |
| 1      | Dilek Kınık                  | リベロ               | 1.69 |      |
| 3      | ジャン・ティ・タン・トゥイー | アウトサイドヒッター | 1.93 |      |
| 5      | Aleyna Sevim                 | リベロ               | 1.74 |      |
| 6      | ナシャ・ディミトロバ         | ミドルブロッカー     | 1.89 |      |
| 7      | Buket Gülübay                | セッター             | 1.84 |      |
| 8      | Liray Akpınar                | オポジット           | 1.88 |      |
| 10     | ギュルデニズ・オナル         | アウトサイドヒッター | 1.78 |      |
| 11     | ガムゼ・クルチ               | セッター             | 1.79 |      |
| 13     | Janset Cemre Erkul           | ミドルブロッカー     | 1.85 |      |
| 14     | アンナ・ラザレワ             | オポジット           | 1.90 |      |
| 15     | Büşra Güneş                  | ミドルブロッカー     | 1.90 |      |
| 16     | Yaren Işık                   | ミドルブロッカー     | 1.86 |      |
| 17     | マルガリータ・クリロ         | アウトサイドヒッター | 1.85 |      |
| 21     | Ayşe Çürük                   | アウトサイドヒッター | 1.84 |      |

## 主な歴代所属選手
| - ビシュラ・ジャンス - トゥーバ・イヴェギン - アナ・コレーア - ガイラ・ゴンサレス - サラ・ウィルハイト - マテア・イキッチ | - エディナ・ベギッチ - ダヤナ・ボシュコヴィッチ - アレシア・リキューリック - ハンナ・クリメッツ - ミロスラバ・パスコバ - ポリーナ・ラヒモワ |